# Psiloglonium hysterinum
Psiloglonium hysterinum är en svampart som först beskrevs av Rehm, och fick sitt nu gällande namn av E. Boehm & C.L. Schoch 2009. Psiloglonium hysterinum ingår i släktet Psiloglonium och familjen Hysteriaceae.   Inga underarter finns listade i Catalogue of Life.
I den svenska databasen Dyntaxa används istället namnet Glonium hysterinum för samma taxon.  Arten är reproducerande i Sverige.